# باول هيرست
باول هيرست (بالإنجليزية: Paul Hurst)‏ (25 سبتمبر 1974 في المملكة المتحدة - ) هو مدرب كرة قدم ولاعب كرة قدم بريطاني في مركز الدفاع. لعب مع نادي بيرتن ألبيون ونادي روذرهام يونايتد.

## وصلات خارجية
- باول هيرست على موقع قاعدة بيانات كرة القدم.إي يو (الإنجليزية)
- باول هيرست على موقع Soccerbase.com (لاعب) (الإنجليزية)
- باول هيرست على موقع Soccerbase.com (مدرب) (الإنجليزية)